# Oralismo
Oralismo é um método de ensino para surdos, proposto principalmente por Alexander Graham Bell (1874-1922).

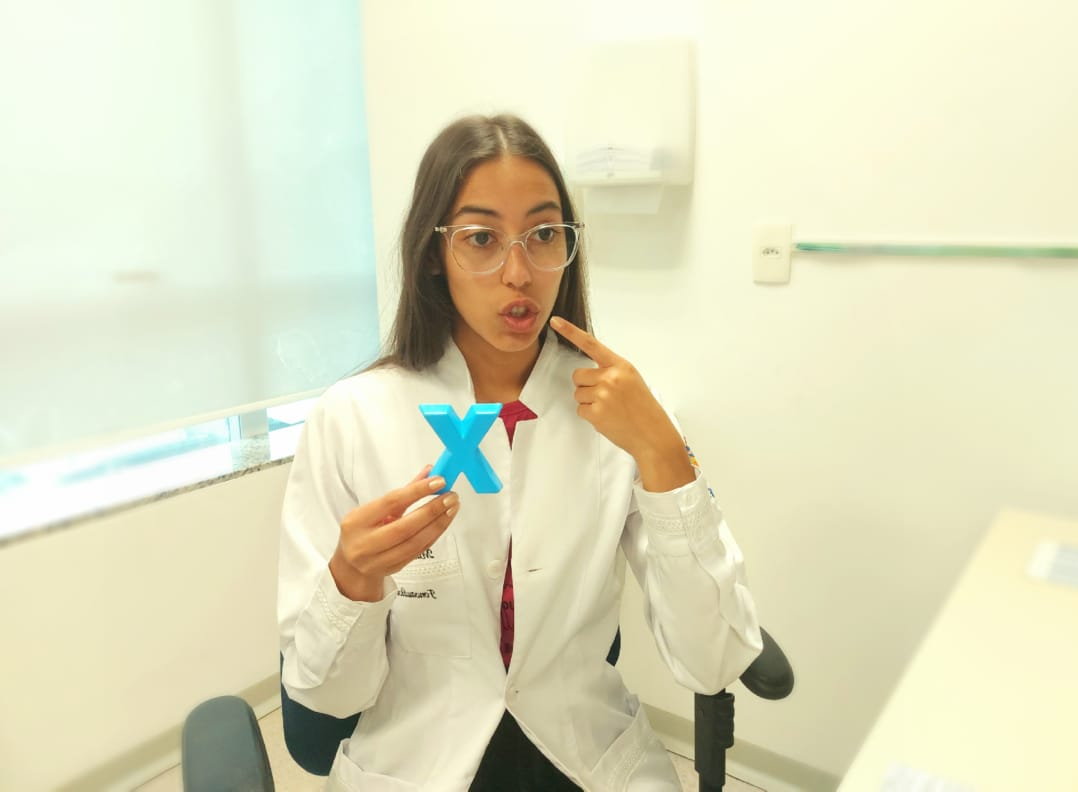
Imagem ilustrativa de terapia fonoaudiológica (oralismo)

Este método considera que a maneira mais eficaz de ensinar o surdo é através da língua oral ou falada, utilizando treino da fala, da leitura labial (oralização) e treino auditivo. A vertente defende que a pessoa surda apresenta maior e mais rápido aprendizado e desenvolvimento tanto intelectualmente quanto linguisticamente através da língua oral.
O Oralismo considera a visão clínico-terapêutica, e que a surdez é uma "deficiência" em relação a comunidade ouvinte. Em outras palavras, os surdos possuem uma desvantagem quando comparada aos demais, e surge assim a ideia de que a surdez é uma deficiência que necessita ser minimizada, com a intenção de que o surdo seja igual ao ouvinte. Em síntese, o oralismo foi um paradigma imposto a população surda por pesquisadores ouvintes que desconsideraram a autonomia e identidade surda.
Surdos que foram educados através deste método de ensino são considerados surdos oralizados.

## História

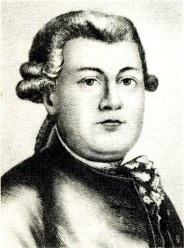
Samuel Heinicke

O fundador do oralismo foi Samuel Heinicke, que criou a metodologia que ficou conhecida como o "método alemão". Para ele, o pensamento só era possível através da língua oral e o ensino pela língua de sinais significava ir contra o avanço dos alunos.
Este método ganhou força no Congresso Internacional de Educadores de Surdos, realizado em Milão nos dias de 9 a 12 de setembro de 1880 (conhecido como Congresso de Milão), que trouxe uma importante mudança nos rumos da educação de surdos e, por isso, é considerado um marco histórico.
O congresso contou com uma maioria oralista com o propósito de dar força de lei às suas proposições no que dizia respeito à surdez e à educação de surdos. Seu objetivo era desenvolver a oralidade dos surdos, para os defensores deste método, a língua falada era essencial para a comunicação e desenvolvimento do ser humano.
Houve uma votação que culminou na proibição da língua de sinais como método de educação de surdos. A única oposição feita ao oralismo foi apresentada pelo americano Thomas Hopkins Gallaudet, que discordou dos argumentos apresentados, reportando-se aos sucessos obtidos por seus alunos. Com exceção do americano, todos os participantes, em sua maioria europeus e ouvintes, votaram por aclamação a aprovação do uso exclusivo e absoluto da metodologia oralista e o banimento da língua de sinais sob o argumento que o uso de gestos e sinais seria um impedimento na aprendizagem da língua oral, sendo essa considerada a mais importante do ponto de vista social.
A partir do Congresso de Milão, o oralismo foi o referencial assumido no mundo todo sem qualquer questionamento por quase um século. No entanto, essa abordagem educacional não gerou em grandes resultados, a maior parte dos surdos profundos não desenvolveu uma fala socialmente satisfatória. Geralmente, esse desenvolvimento era parcial e tardio em relação à aquisição de fala apresentada pelos ouvintes, implicando um atraso de desenvolvimento global significativo.
Por consequência, no início do século XX, começou-se a observar que os surdos não conseguiam se oralizar plenamente, e passaram a serem considerados deficientes. O descontentamento com os resultados do oralismo levou a pesquisas sobre línguas de sinais, que deram origem a novas propostas em relação à educação da pessoa surda.
Assim, nos anos 70, a entrou em cena a "Comunicação Total", a qual fazia o uso de sinais, da leitura orofacial, da amplificação e do alfabeto digital para fornecer inputs linguísticos para estudantes surdos. Esse método trouxe melhoras nos aspectos educativos, assim, os surdos, no final do processo escolar, conseguiram compreender e se comunicar um pouco mais satisfatória.
Apesar desse pequeno avanço, eles apresentam ainda sérias dificuldades em expressar sentimentos e na comunicação em contextos extraescolares, visto que, a grande maioria não conseguia atingir níveis acadêmicos satisfatórios para sua faixa etária. Os sinais ainda ocupavam um lugar acessório, de auxiliar da fala, não havendo um espaço para seu desenvolvimento, assim, muitas vezes, os surdos atendidos segundo essa orientação comunicam-se precariamente apesar do acesso aos sinais.
A "Comunicação Total" favoreceu o contato com os sinais, que era proibido pelo oralismo, e esse contato propiciou que os surdos se dispusessem à aprendizagem das línguas de sinais.
No decorrer do século XX, o oralismo foi reafirmado a partir do aperfeiçoamento progressivo das tecnologias auditivas corretivas. Passou-se a julgar que a estimulação auditiva possibilitaria ao surdo/deficiente auditivo se comunicar por meio da terapia da fala. Vários artefatos auditivos vêm sendo desenvolvidos, como o implante coclear, que tem sido considerado pela comunidade técnico-profissional como terapia curativa da surdez.

## Oralismo e Bilinguismo
Em conjunto com desenvolvimento das propostas de comunicação total, estudos sobre línguas de sinais foram sendo estruturados, e, assim, aos poucos, surgiram alternativas educacionais voltadas para uma educação bilíngue.
Segundo estudos de Bouvet (1990) a linguagem de sinais é adquirida pelos surdos com naturalidade e rapidez; e, consequentemente, ela possibilita o desenvolvimento de uma comunicação eficiente e completa, como a dos sujeitos ouvintes. Além de proporcionar a expansão cognitivo e social adequado e compatível com a faixa etária do indivíduo.

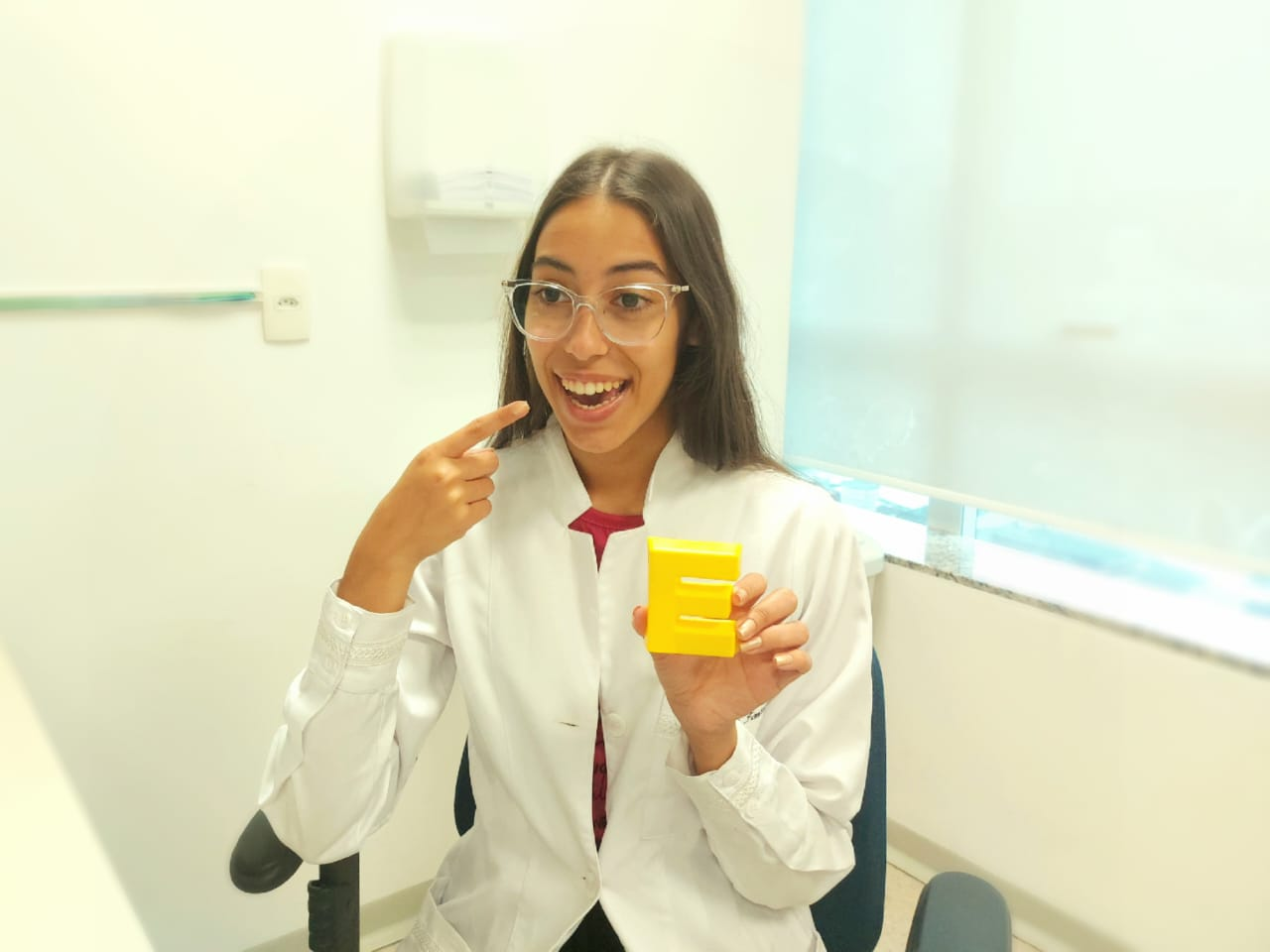

No modelo bilinguista, o que se propõe é que sejam ensinadas duas línguas: a língua de sinais e, secundariamente, a língua oral. A língua de sinais é considerada a mais adaptada à pessoa surda, por contar com a integridade do canal viso gestual. Esse modelo se contrapõe ao modelo oralista e à comunicação total porque considera o meio viso gestual de importância fundamental para a aquisição de linguagem da pessoa surda e defende um espaço efetivo para a língua de sinais no trabalho educacional.
O objetivo da educação bilíngue é que o indivíduo surdo possa ter um desenvolvimento cognitivo-linguístico equivalente aos demais. Também é pensada para que consiga desenvolver uma relação com ouvintes, bem como com pessoas surdas, acessando as duas línguas: a língua de sinais e a língua oral.
Esse modelo de bilinguismo não é como ao de quem fala duas línguas orais diferentes, porque nesse caso é aprendido as duas línguas usando o canal auditivo-vocal. Enquanto no caso das crianças surdas, trata-se da aprendizagem de duas línguas que envolvem canais de comunicação diversos.

## As Línguas de Sinais
É importante saber que as línguas de sinais não são apenas compostas por gestos e mímica, apresenta um estrutura gramatical própria. Atribui-se o status de língua porque possuem os níveis linguísticos: fonológico, morfológico, semântico e sintático.
O item lexical presente na linguagem oral é caracterizados pelos sinais nas línguas de sinais, a principal diferença entre as ambas está na sua modalidade; as línguas de sinais são marcadas pela visual-espacial.

## Políticas Públicas Inclusivas na educação dos surdos
Algumas das políticas que permeiam a trajetória da Educação Inclusiva no Brasil até alcançar a Lei de Libras - Decreto nº 5.626/05, que regulamenta a Lei nº 10.436/2002, são listadas abaixo:
- Declaração Universal dos Direitos Humanos (1948);
- Declaração Mundial sobre Educação para Todos – Declaração de Jomtien (1990);
- Declaração de Salamanca (1994);
- Lei de Diretrizes e Bases da Educação Nacional – LDB (1996);
- Plano Nacional de Educação (2001);
- Lei de Libras (2002);
- Convenção Internacional sobre os Direitos das Pessoas com Deficiência (2006);
- Política Nacional de Educação Especial na Perspectiva da Educação Inclusiva (2008).[11]

Inicialmente, é importante considerar o impacto da Declaração Universal dos Direitos humanos (1948), elaborado para validar os direitos à liberdade, igualdade, saúde e educação como bens humanitários atribuídos a todo e qualquer sujeito. O documento defende que a discriminação, de qualquer natureza, é crime; além de reafirmar que qualquer ser humano tem direito à vida, liberdade e segurança, direito à educação gratuita de qualidade e à liberdade de expressão.
Ainda no quesito educação para todos, é subentendido que o atendimento educacional deve respeitar a especificidade de cada indivíduo. Nessa mesma perspectiva, em 1990, em Jomtien, foi elaborado o documento intitulado “Declaração Mundial sobre Educação para Todos: Satisfação das Necessidades Básicas de Aprendizagem”, que defende a universalização do acesso à educação e promoção de equidade.
Seguindo esses princípios, em 1994, a Declaração de Salamanca foi realizada durante a Conferência Mundial sobre necessidades Educativas Especiais. A Declaração é vista como um passo essencial no desenvolvimento da Educação Inclusiva; por meio dela, houve a ampliação do conceito de necessidades educacionais especiais que contemplem a diversidade.
Apesar de propor e defender melhorias, as declarações não foram suficientes para superar os desafios pedagógicos da inclusão. Nesse cenário, a Convenção Internacional sobre os Direitos das Pessoas com Deficiência, que ocorreu em 2006 foi um marco no sentido de ressignificar o conceito de diversidade; ampliando o horizonte para o fato de que a diversidade implicava em abordagens diversas também.
A partir de mudanças no cenário internacional, o Brasil avançou com a Lei de Diretrizes e Bases da Educação Nacional – LDB (1996), mesmo que timidamente, na inclusão, na modalidade de Educação Especial. Para a lei, a Educação Inclusiva é tifa como uma modalidade de educação escolar, a qual é dever do Estado e deve ser oferecida na rede regular de ensino. Seguindo com o avanço, entra em cena, em 2001, o Plano Nacional de Educação – PNE, englobando âmbitos sociais, culturais, políticos e educacionais questionadas pela população, sob a ótica das lutas e proposições que defende a construção de uma sociedade mais justa e igualitária.
Em 2008 houve a elaboração da Política Nacional de Educação Especial na Perspectiva da Educação Inclusiva. O documento apresenta um copilado de orientações sobre políticas públicas voltadas para a Educação Especial e Inclusiva: orienta os sistemas de ensino a garantir não só no acesso ao prédio escolar, mas também pedagógico, garantindo aprendizagem, ensino contínuo e oferta de atendimento educacional especializado.
A Lei de Libras em 2002 reconhece essa linguagem como forma de comunicação e expressão; assim, em consonância com esse pressuposto, o Decreto nº 5.626/05 foi elaborado. O Decreto propõe disposições específicas para o desenvolvimento da Educação Inclusiva para os surdos, isto é, a Educação Bilíngue.

## Artefatos auditivos
A política pública para os surdos no Brasil, intitulada "Política Nacional de Atenção à Saúde Auditiva", se baseia na perspectiva biomédica de inclusão do surdo na sociedade ouvinte, através da disponibilização de aparelhos auditivos, dentre outras práticas de oralização.
Usuários de implante coclear ou de aparelhos auditivos fazem a opção pela filosofia oralista em sua educação; portanto, são deficientes auditivos oralizados e não usam a língua de sinais como meio de comunicação. Os deficientes auditivos oralizados tendem a ter uma vida social mais restrita que a das pessoas surdas, pois não participam da cultura surda ou usam a língua de sinais, e também são rejeitados pelas pessoas ouvintes por causa da sua deficiência.